# Nokaneng
Nokaneng est une ville du Botswana.